# Xarxa d'Arxius Comarcals de Catalunya
La Xarxa d'Arxius Comarcals (XAC) de la Generalitat de Catalunya s'organitza com un conjunt d'arxius d'àmbit comarcal que treballen de forma coordinada per assegurar el compliment de la Llei 10/2001, de 13 de juliol, d'arxius i documents, en el territori, i per assegurar el respecte als principis de provinença i territorialitat en el tractament i accés als documents.

## Llista
- Arxiu Comarcal de l'Alt Camp
- Arxiu Comarcal de l'Alt Empordà
- Arxiu Comarcal de l'Alt Penedès
- Arxiu Comarcal de l'Alt Urgell
- Arxiu Comarcal de l'Alta Ribagorça
- Arxiu Comarcal de l'Anoia
- Arxiu Comarcal del Bages
- Arxiu Comarcal del Baix Camp
- Arxiu Comarcal del Baix Ebre
- Arxiu Comarcal del Baix Empordà
- Arxiu Comarcal del Baix Llobregat
- Arxiu Comarcal del Baix Penedès
- Arxiu Comarcal del Berguedà
- Arxiu Comarcal de la Cerdanya
- Arxiu Comarcal de la Conca de Barberà
- Arxiu Comarcal del Garraf
- Arxiu Comarcal de les Garrigues
- Arxiu Comarcal de la Garrotxa
- Arxiu Comarcal del Gironès
- Arxiu Comarcal del Maresme
- Arxiu Comarcal del Montsià
- Arxiu Comarcal de la Noguera
- Arxiu Comarcal d'Osona
- Arxiu Comarcal del Pallars Jussà
- Arxiu Comarcal del Pallars Sobirà
- Arxiu Comarcal del Pla d'Urgell
- Arxiu Comarcal del Pla de l'Estany
- Arxiu Comarcal del Priorat
- Arxiu Comarcal de la Ribera d'Ebre
- Arxiu Comarcal del Ripollès
- Arxiu Comarcal de la Segarra
- Dipòsit d'Arxius de Cervera
- Arxiu Comarcal del Segrià
- Arxiu Comarcal de la Selva
- Arxiu Comarcal del Solsonès
- Arxiu Comarcal del Tarragonès
- Arxiu Comarcal de la Terra Alta
- Arxiu Comarcal de l'Urgell
- Arxiu Comarcal de la Val d'Aran
- Arxiu Comarcal del Vallès Occidental
- Arxiu Comarcal del Vallès Oriental